# Нуцци, Джанлуиджи
Джанлуиджи Нуцци (3 июня 1969, Милан) — итальянский журналист и писатель.

## Биография
Джанлуиджи начал писать в возрасте 14 лет для журнала Topolino. Профессиональным журналистом он стал 29 июля 1996 года. Он работал в нескольких итальянских газетах и журналах таких как: итал. Espansione, итал. CorrierEconomia, итал. L'Europeo, итал. Gente Money, итал. Panorama, итал. Corriere della Sera.
Он является автором книги Vaticano Spa ставшей бестселлером в 2009 году и переведенной на 14 языков, 50 % от дохода с продаж которых шли на благотворительность.
С сентября 2010 года был одним из авторов телепрограммы итал. L'infedele, возглавляемой Гадом Лернером.
С 29 ноября 2011 ведет программу Неприкасаемые на канале LA7.
26 мая 2012 года он выпустил книгу «Его Святейшество».
21 ноября 2015 года Ватиканский суд официально объявил о привлечении Нуцци и ещё четверых человек на основании ст. 116 ватиканского Уголовного кодекса к процессу по делу о хищении секретных документов Святого Престола в связи с выходом в свет новой книги Нуцци — «Via Crucis» («Крестный путь. Неопубликованные записи и документы о трудной борьбе Папы Франциска за перемены в Церкви»). 7 июля 2016 года оправдан с мотивировкой, что на него не распространяется юрисдикция данного суда (этот скандал получил в прессе название «Ватиликс-2»).

## Книги
- Vaticano S.p.A., Chiarelettere, 2009. ISBN 8861900674 (16ª edizione)[12]
- Metastasi. Sangue, soldi e politica tra Nord e Sud. La nuova 'ndrangheta nella confessione di un pentito, con Claudio Antonelli, Milano, Chiarelettere, 2010. ISBN 978-88-619-0110-0.
- Sua Santità. Le Carte Segrete di Benedetto XVI, Milano, Chiarelettere, 2012. ISBN 978-88-619-0095-0.
- Via Crucis. Da registrazioni e documenti inediti la difficile lotta di Papa Francesco per cambiare la Chiesa, Milano, Chiarelettere, 2015, 336 p., ISBN 978-88-6190-804-8.